# Robert Enke
Robert Enke (ur. 24 sierpnia 1977 w Jenie, zm. 10 listopada 2009 w Neustadt am Rübenberge) – niemiecki piłkarz grający na pozycji bramkarza, reprezentant kraju.

## Kariera klubowa
Swoje pierwsze piłkarskie kroki Enke stawiał w małym klubie z rodzinnej Jeny o nazwie SV Jena Pharm. Niedługo potem podjął jednak treningi w Carl Zeiss Jena. W sezonie 1995/1996 został zawodnikiem pierwszej drużyny i wtedy też zadebiutował w rozgrywkach 2. Bundesligi. Było to spotkanie z Hannoverem rozegrane 11 listopada 1995 roku (1:1). Dla Jeny rozegrał 3 spotkania i latem 1996 przeszedł do Borussii Mönchengladbach. Przez 2 lata musiał uznać wyższość Uwe Kampsa, a po zakończeniu jego kariery, Enke stał się pierwszym bramkarzem Borussii i 15 sierpnia 1998 roku zadebiutował w Bundeslidze meczem z FC Schalke 04 (3:0). Był podstawowym zawodnikiem zespołu, ale ten zajmując ostatnie miejsce został zdegradowany o klasę niżej.
W 1999 Enke przeszedł do portugalskiej Benfiki. W lizbońskim zespole od początku stał się podstawowym zawodnikiem wygrywając rywalizację z Argentyńczykiem Carlosem Bossio. Benfica przechodziła jednak duży kryzys i poza zajęciem 3. miejsca w 2000 roku i 4. w 2002 Enke nie osiągnął żadnych sukcesów. Grał jednak na tyle dobrze, że latem 2002 Joan Gaspart sprowadził go do Barcelony. W zespole był jednak trzecim bramkarzem po Roberto Bonano i Victorze Valdésie i poza debiutem (2 marca 2003: CA Osasuna-Barcelona 2:2) nie zagrał w żadnym ze spotkań, a Barcelona zajęła dopiero 6. miejsce w lidze. W 2003 roku wypożyczono Roberta do tureckiego Fenerbahçe SK, w którym zagrał tylko jedno spotkanie, a w rundzie wiosennej trafił do drugoligowego CD Tenerife.
Latem 2004 na zasadzie wolnego transferu Enke przeszedł do Hannoveru. W jego barwach zadebiutował 7 sierpnia w przegranym 1:2 meczu z Bayerem 04 Leverkusen. Po powrocie do Niemiec stał się jednym z solidniejszych bramkarzy tamtejszej ligi. W 2005 roku zajął swoje najwyższe miejsce za czasów gry w tym klubie, czyli 10. Natomiast w sezonie 2006/2007 zakończył ligę z Hannoverem na 11. pozycji.
W sezonie 2008/2009 został wybrany najlepszym bramkarzem Bundesligi.

## Kariera reprezentacyjna
Podczas występów w Borussii Mönchengladbach Enke był zawodnikiem młodzieżowej reprezentacji Niemiec U-21, dla której wystąpił 15-krotnie. Jego postawa spowodowała, że selekcjoner pierwszej reprezentacji Erich Ribbeck powołał Roberta na Puchar Konfederacji, jednak nie rozegrał on na nim żadnego spotkania. Przez kolejne lata był rzadko powoływany do kadry i debiut zaliczył dopiero 28 marca 2007 w towarzyskim spotkaniu z Danią (0:1), rozegranym w Duisburgu. W oficjalnych meczach zagrał osiem razy.

## Życie prywatne
Enke pozostawił po sobie żonę Teresę. Razem mieli córkę Larę, która 17 września 2006 zmarła w wieku 2 lat na skutek wady serca. W maju 2009 małżeństwo adoptowało dziewczynkę o imieniu Leila.

## Śmierć i pogrzeb
10 listopada 2009 Enke popełnił samobójstwo na przejeździe kolejowym w miejscowości Neustadt am Rubenberge. Wskoczył pod przejeżdżający z prędkością 160 km/h pociąg. Miał 32 lata, cierpiał na depresję. Policja potwierdziła, że Enke popełnił samobójstwo. 11 listopada znaleziony został list pożegnalny piłkarza. W liście przeprosił za ukrywanie swojego stanu emocjonalnego oraz przyznał się, że powodem było ukrywanie depresji, na którą cierpiał.

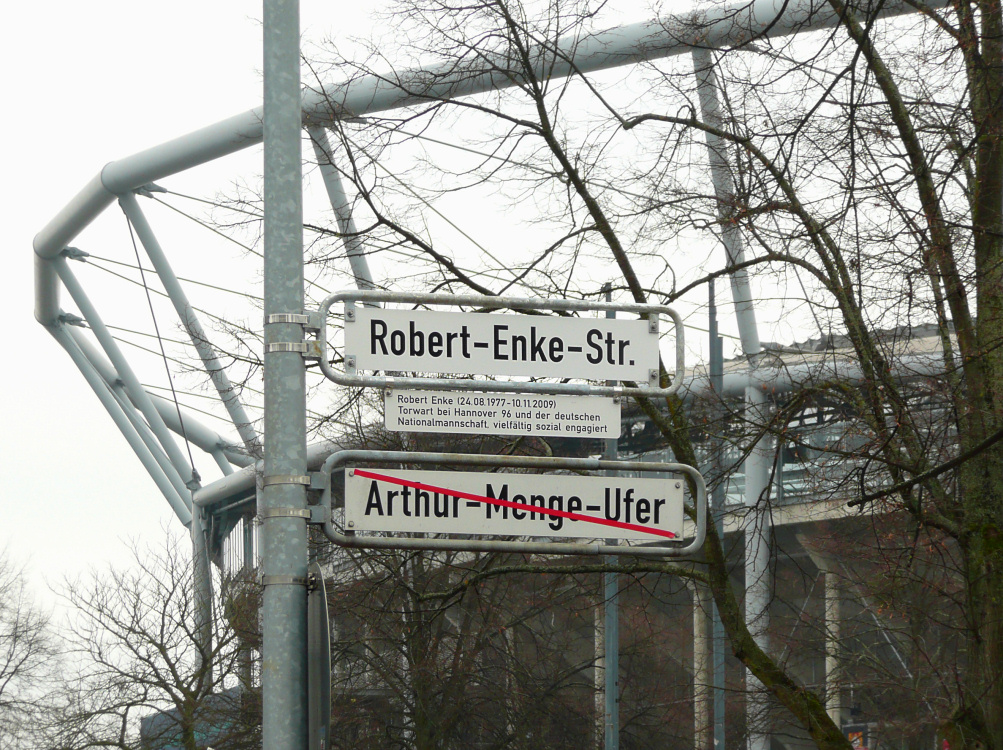
Szyld ze zmienioną nazwą ulicy nieopodal stadionu Hannover 96 dla upamiętnienia piłkarza.

Po śmierci Enkego, kibice Hannoveru 96 zostawiali kwiaty i palili znicze pod bramami HDI-Arenie, stadionu zespołu. Tysiące fanów podpisywało również księgę kondolencyjną. Strona internetowa Hannoveru została zmieniona na cały czarny ekran z napisem "Wir trauern um Robert Enke" ("Jesteśmy w żałobie po Robercie Enke").
Ceremonia pogrzebowa odbyła 15 listopada 2009 roku na stadionie Hannoveru 96, HDI-Arenie w obecności około 40 tysięcy osób. Następnie Enke spoczął na cmentarzu w Neustadt am Rubenberge w dzielnicy Empede, obok grobu swojej córki, która chorowała na serce i zmarła w wieku dwóch lat w 2006 roku.

## Statystyki

### Klubowe
| Klub                     | Sezon              | Liga               | Liga  | Liga | Puchar krajowy | Puchar krajowy | UEFA  | UEFA | Łącznie | Łącznie |
| Klub                     | Sezon              | Liga               | Mecze | Gole | Mecze          | Gole           | Mecze | Gole | Mecze   | Gole    |
| ------------------------ | ------------------ | ------------------ | ----- | ---- | -------------- | -------------- | ----- | ---- | ------- | ------- |
| Carl Zeiss Jena          | 1995/1996          | 2. Bundesliga      | 3     | 0    | 0              | 0              | —     | —    | 3       | 0       |
| Łącznie                  | Łącznie            | Łącznie            | 3     | 0    | 0              | 0              | —     | —    | 3       | 0       |
| Borussia Mönchengladbach | 1996/1997          | Bundesliga         | 0     | 0    | 0              | 0              | 0     | 0    | 0       | 0       |
| Borussia Mönchengladbach | 1997/1998          | Bundesliga         | 0     | 0    | 0              | 0              | —     | —    | 0       | 0       |
| Borussia Mönchengladbach | 1998/1999          | Bundesliga         | 32    | 0    | 4              | 0              | —     | —    | 36      | 0       |
| Łącznie                  | Łącznie            | Łącznie            | 32    | 0    | 4              | 0              | 0     | 0    | 36      | 0       |
| SL Benfica               | 1999/2000          | Primeira Liga      | 26    | 0    | 1              | 0              | 6     | 0    | 33      | 0       |
| SL Benfica               | 2000/2001          | Primeira Liga      | 26    | 0    | 4              | 0              | 2     | 0    | 32      | 0       |
| SL Benfica               | 2001/2002          | Primeira Liga      | 25    | 0    | 3              | 0              | —     | —    | 28      | 0       |
| Łącznie                  | Łącznie            | Łącznie            | 77    | 0    | 8              | 0              | 8     | 0    | 93      | 0       |
| FC Barcelona             | 2002/2003          | Primera División   | 1     | 0    | 1              | 0              | 2     | 0    | 4       | 0       |
| Łącznie                  | Łącznie            | Łącznie            | 1     | 0    | 1              | 0              | 2     | 0    | 4       | 0       |
| Fenerbahçe SK (wyp.)     | 2003/2004          | Süper Lig          | 1     | 0    | 0              | 0              | —     | —    | 1       | 0       |
| Łącznie                  | Łącznie            | Łącznie            | 1     | 0    | 0              | 0              | —     | —    | 1       | 0       |
| CD Tenerife (wyp.)       | 2003/2004          | Segunda División   | 9     | 0    | —              | —              | —     | —    | 9       | 0       |
| Łącznie                  | Łącznie            | Łącznie            | 9     | 0    | —              | —              | —     | —    | 9       | 0       |
| Hannover 96              | 2004/2005          | Bundesliga         | 34    | 0    | 4              | 0              | —     | —    | 38      | 0       |
| Hannover 96              | 2005/2006          | Bundesliga         | 32    | 0    | 3              | 0              | —     | —    | 35      | 0       |
| Hannover 96              | 2006/2007          | Bundesliga         | 34    | 0    | 4              | 0              | —     | —    | 38      | 0       |
| Hannover 96              | 2007/2008          | Bundesliga         | 34    | 0    | 2              | 0              | —     | —    | 36      | 0       |
| Hannover 96              | 2008/2009          | Bundesliga         | 24    | 0    | 2              | 0              | —     | —    | 26      | 0       |
| Hannover 96              | 2009/2010          | Bundesliga         | 6     | 0    | 1              | 0              | —     | —    | 7       | 0       |
| Łącznie                  | Łącznie            | Łącznie            | 164   | 0    | 16             | 0              | —     | —    | 180     | 0       |
| Łącznie w karierze       | Łącznie w karierze | Łącznie w karierze | 287   | 0    | 29             | 0              | 10    | 0    | 326     | 0       |

### Reprezentacyjne
| Reprezentacja | Rok     | Mecze | Gole |
| ------------- | ------- | ----- | ---- |
| Niemcy        | 2007    | 1     | 0    |
| Niemcy        | 2008    | 3     | 0    |
| Niemcy        | 2009    | 4     | 0    |
| Łącznie       | Łącznie | 8     | 0    |

## Sukcesy

### Klubowe
Fenerbahçe Stambuł
- Mistrzostwo Turcji: 2004

### Reprezentacyjne
- Wicemistrzostwo Europy: 2008

### Indywidualne
- Bramkarz Roku według Kickera: 2006, 2009
- Drużyna Sezonu Bundesligi według VDV: 2009
- Piłkarz Roku NFV: 2007